# August Maier (Politiker)
August Maier (auch: Mayr, Mayer) (* 29. Juli 1837 in Gailitz, Gemeinde Arnoldstein; † 8. Februar 1903 ebenda) war ein österreichischer Bürgermeister und Politiker.

## Leben
Maier war der Sohn des Fabriksbesitzers Josef Mayr (* 24. Dezember 1800; † 25. Mai 1856) und dessen Ehefrau Juliane geb. von Millesi (* 1803; † 4. November 1869). Er war römisch-katholisch und blieb ledig.
Er war Berufsoffizier. Nach einer Verwundung in der Schlacht bei Königgrätz 1867 ging er als Hauptmann in Pension.
1882 wurde er Obmann-Stellvertreter des Deutschen Schulvereins in Bleiberg-Kreuth.

## Politik
Von 1874 bis 1886 war er Bürgermeister in Arnoldstein. 
Vom 24. September 1878 bis zum 29. Mai 1884 war er Abgeordneter im Kärntner Landtag für den Wahlkreis LGM 7 Hermagor. Im Landtag war er Mitglied des Verifikations-, Revisions- und des Ausschusses für Bauten und Kommunikation.